# Tripleurospermum kotschyi
Tripleurospermum kotschyi là một loài thực vật có hoa trong họ Cúc. Loài này được (Boiss.) E.Hossain miêu tả khoa học đầu tiên năm 1975.